# やぎ座アルファ星
やぎ座α星（やぎざアルファせい、α Capricorni、α Cap）は、やぎ座にある二重星に付与されたバイエル名である。2つの恒星に物理的な結びつきはなく、見かけだけの関係である。
- やぎ座α1星
- やぎ座α2星（アルゲディという固有名もある[2]。）

α1星とα2星の間は、0.1°離れており、肉眼でも分離することができる。α1星は見かけの等級が4.27、α2星は見かけの等級が3.58で、α2星の方が明るくみえる。暗い方が1となっているのは、赤経が小さい西側が先になるためである。

## 名称
やぎ座α星は、やぎ座にあたる星座をアラビア語で「子（ヤギ）」を意味する“الجدي”（“al-jady”）と呼んでいたことから、アルゲディ（Algedi）、ギエディ（Giedi）といった固有名も当てられていた。α1とα2の2つの恒星があるので、それぞれプリマ・ギエディ（Prima Giedi＝第1の子ヤギ）、セクンダ・ギエディ（Secunda Giedi＝第2の子ヤギ）と呼び分けていたこともあったが、2016年8月21日、国際天文学連合（IAU）がやぎ座α2星の固有名をアルゲディとすることを正式に承認した。